# به‌سوی طوفان
به‌سوی طوفان (به انگلیسی: Into the Storm) فیلمی آمریکایی در  ژانر فاجعه و به سبک ویدئوی پیداشده محصول سال ۲۰۱۴ به نویسندگی جان سوئتنام و کارگردانی استیون کوال است. در این فیلم بازیگرانی همچون ریچارد آرمیتاژ، سارا وین کالیز، مت والش، آرلن اسکارپتا و نیتن کرس ایفای نقش می‌کنند. این فیلم در ۸ اوت ۲۰۱۴ اکران شد.

## خلاصه داستان
اتفاقات فیلم در شهر سیلوِرتونِ رخ می‌دهد این شهر ناگهان توسط گربادی بی سابقه ویران می‌شود و حتی پیش بینی می‌شود طوفان و گردباد بد تری هم در راه است و آدم های کل شهر همه به دنبال پناهگاه می‌گردند.

## تولید
تصویربرداری اصلی در ژوئیه ۲۰۱۲ در دیترویت آغاز شد.